# Diócesis de Fort Worth
La diócesis de Fort Worth (en latín: Dioecesis Arcis Vorthensis y en inglés: Roman Catholic Diocese of Fort Worth) es una circunscripción eclesiástica de la Iglesia católica en Estados Unidos. Se trata de una diócesis latina, sufragánea de la arquidiócesis de San Antonio. Desde el 19 de noviembre de 2013 su obispo es Michael Fors Olson.

## Territorio y organización
La diócesis tiene 62 030 km² y extiende su jurisdicción sobre los fieles católicos de rito latino residentes en el estado de Texas en los 10 condados de:
La sede de la diócesis se encuentra en la ciudad de Fort Worth, en donde se halla la Catedral de San Patricio.
En 2021 en la diócesis existían 91 parroquias.

## Historia
El primer sacerdote que visitó Fort Worth con regularidad fue Vincent Perrier, quien, a partir de 1870, fue enviado dos veces al año por el obispo de Galveston Claude-Marie Dubuis para animar a la pequeña comunidad católica de la ciudad. La primera iglesia católica fue la de San Estanislao, seguida de la dedicada a San Patricio, consagrada en 1892, que luego se convirtió en catedral diocesana.
En 1879 el pastor de San Estanislao, Thomas Loughrey, abrió la primera escuela católica en Fort Worth; y en 1885 se inauguró el primer hospital, que luego se convirtió en el Hospital St. Joseph.
Cuando la diócesis de Dallas, erigida en 1890, asumió el nuevo nombre de Dallas-Fort Worth en 1953, había siete parroquias en el territorio de Fort Worth: Fort Worth, Cleburne, Gainesville, Henrietta, Hillsboro, Muenster y Weatherford. En ese momento, la Iglesia de San Patricio se convirtió en concatedral.
El 9 de agosto de 1969 la diócesis de Dallas-Fort Worth fue dividida con la bula Quoniam homines del papa Pablo VI: así nacieron dos diócesis distintas, la circunscripción actual y la diócesis de Dallas.

### Procedimientos judiciales
La diócesis pagó $775 000 dólares en 2009 para resolver una demanda en la que estaba involucrada luego de las denuncias de cinco víctimas de James Reilly, un sacerdote de la diócesis que murió en 1999.
En 2010 la diócesis cerró dos juicios con arreglos extrajudiciales, uno con un exmonaguillo abusado sexualmente por el sacerdote Rudolf Rentería, y otro con dos mujeres violadas por el sacerdote Vincent Bassie Inametti.
La diócesis participó como coacusado en el juicio iniciado contra el sacerdote Joseph Ngoc Tu Nguyen por unas mujeres abusadas por el sacerdote de la diócesis cuando eran adolescentes; en octubre de 2011, llegó a un acuerdo con 6 víctimas por una suma no revelada.

## Estadísticas
Según el Anuario Pontificio 2022 la diócesis tenía a fines de 2021 un total de 1 047 280 fieles bautizados.
| Año                                                                             | Población            | Población | Población      | Sacerdotes | Sacerdotes    | Sacerdotes    | Bautizados por sacerdote | Diáconos permanentes | Religiosos | Religiosos | Parroquias |
| Año                                                                             | Bautizados católicos | Total     | % de católicos | Total      | Clero secular | Clero regular | Bautizados por sacerdote | Diáconos permanentes | Varones    | Mujeres    | Parroquias |
| ------------------------------------------------------------------------------- | -------------------- | --------- | -------------- | ---------- | ------------- | ------------- | ------------------------ | -------------------- | ---------- | ---------- | ---------- |
| 1970                                                                            | 75 000               | 1 136 200 | 6.6            | 76         | 41            | 35            | 986                      |                      | 35         | 236        | 66         |
| 1976                                                                            | 73 491               | 1 349 600 | 5.4            | 102        | 61            | 41            | 720                      |                      | 59         | 183        | 50         |
| 1980                                                                            | 91 439               | 1 523 895 | 6.0            | 114        | 67            | 47            | 802                      | 18                   | 63         | 165        | 78         |
| 1990                                                                            | 154 325              | 2 024 000 | 7.6            | 107        | 52            | 55            | 1442                     | 45                   | 66         | 113        | 83         |
| 1999                                                                            | 207 490              | 2 372 666 | 8.7            | 109        | 60            | 49            | 1903                     | 64                   | 11         | 108        | 87         |
| 2000                                                                            | 213 439              | 2 430 274 | 8.8            | 113        | 53            | 60            | 1888                     | 57                   | 74         | 103        | 86         |
| 2001                                                                            | 228 649              | 2 490 147 | 9.2            | 117        | 56            | 61            | 1954                     | 53                   | 75         | 104        | 86         |
| 2002                                                                            | 400 000              | 2 670 972 | 15.0           | 116        | 56            | 60            | 3448                     | 52                   | 73         | 95         | 88         |
| 2003                                                                            | 400 078              | 2 698 443 | 14.8           | 121        | 59            | 62            | 3306                     | 53                   | 75         | 93         | 87         |
| 2004                                                                            | 400 501              | 2 770 961 | 14.5           | 115        | 59            | 56            | 3482                     | 74                   | 69         | 91         | 88         |
| 2006                                                                            | 450 000              | 2 922 302 | 15.4           | 121        | 63            | 58            | 3719                     | 74                   | 67         | 96         | 89         |
| 2011                                                                            | 716 000              | 3 315 000 | 21.6           | 129        | 73            | 56            | 5550                     | 109                  | 68         | 83         | 88         |
| 2016                                                                            | 900 000              | 3 533 093 | 25.5           | 103        | 59            | 44            | 8737                     | 105                  | 48         | 71         | 90         |
| 2019                                                                            | 917 200              | 3 600 640 | 25.5           | 142        | 65            | 77            | 6459                     | ?                    | 77         | 59         | 91         |
| 2021                                                                            | 1 047 280            | 3 750 815 | 27.9           | 141        | 64            | 77            | 7427                     | 130                  | 77         | 49         | 91         |
| Fuente: Catholic-Hierarchy, que a su vez toma los datos del Anuario Pontificio. |                      |           |                |            |               |               |                          |                      |            |            |            |

## Episcopologio
- John Joseph Cassata † (22 de agosto de 1969-16 de septiembre de 1980 renunció)
- Joseph Patrick Delaney † (10 de julio de 1981-12 de julio de 2005 falleció)
- Kevin William Vann (12 de julio de 2005 por sucesión-21 de septiembre de 2012 nombrado obispo de Orange)
- Michael Fors Olson, desde el 19 de noviembre de 2013